# Дхолпур (княжество)

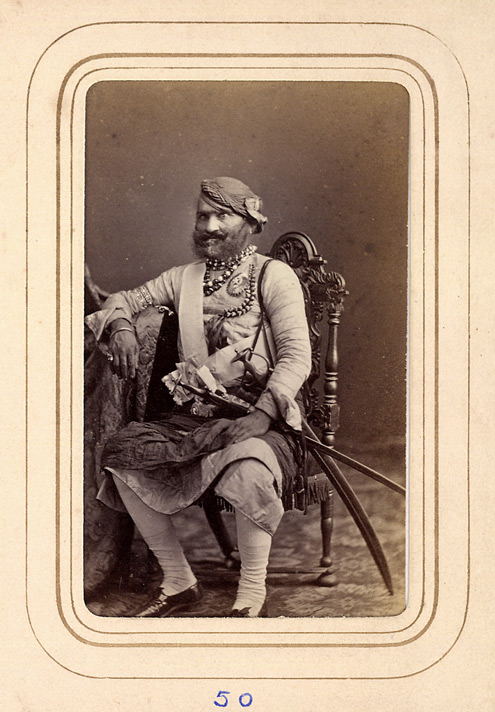
Махарадж рана из Дхолпура сэр Бхагвант Сингх в 1870 году.

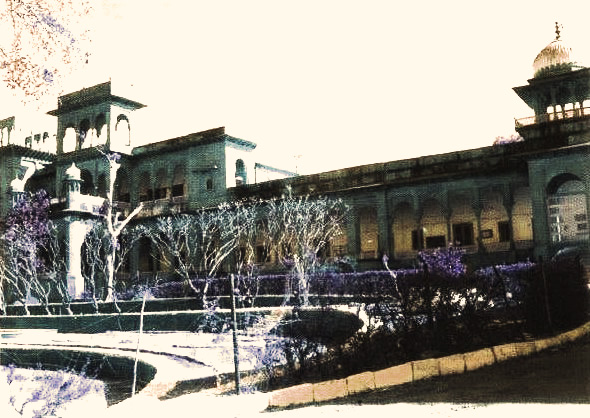
Дворец кесарбаг, особняк бывшего правителя бывшего государства Дхолпур в Дхолпуре, ныне Дхолпурская Военная Школа

Княжество Дхолпур или княжество Дхаулпур — туземное княжество Британской Индии (сейчас — Восточный Раджастхан, Индия). Оно было основано в 1806 году индусом джатом Раной Киратом Сингхом, правителем Дхаулпура. После 1818 года княжество перешло под управление британского индийского Агентства Раджпутана. Рана правили государством вплоть до обретения Индией независимости в 1947 году, когда княжество Дхолпур было объединено с Индийским союзом.
Княжеское государство Дхолпур располагалось в современном штате Раджастхан. Княжество имело площадь 3 038 км² (1 173 квадратных миль) и предполагаемый доход в размере 9 60 000 рупий.
Бывший главный министр Раджастана, Васундхара Раджа (род. 1953), была членом бывшей правящей семьи Дхолпура, поскольку она была замужем за махараджей Хемантом Сингхом (род. 1951) в 1972—1973 годах.

## История
О ранней истории государства известно очень мало. Согласно традиции, государство-предшественник было создано как Дхавалапура. В 1505 году был основан соседнее княжество Гохад раной-джатом, а между 1740 и 1756 годами Гохад занял Форт Гвалиор. С 1761 по 1775 год Дхолпур был присоединен к княжеству Бхаратпур, а с 1782 по декабрь 1805 года Дхолпур снова был присоединен к Гвалиору. 10 января 1806 года Дхолпур стал британским протекторатом, и в том же году правитель Гохада объединил Гохад в Дхолпур.
Последний правитель Дхолпура подписал документ о присоединении к Индийскому Союзу 7 апреля 1949 года, и государство вошло в состав Индийского союза.

## Правители княжества
Правителями государства были джаты, и с 1806 года их называли махараджа рана. Они имели право от британской короны на 15-пушечный салют.

### Правители Гохада (титул Рана)
- 1699—1713: Гадж Сингх (ум. 1713), старший сын Бхаграджа Сингха, раны Гохада (1685—1699)
- 1713—1717: Джасвант Сингх (ум. 1717), второй сын предыдущего
- 1717—1756: Бхим Сингх Рана[англ.] (ум. 1756), сын предыдущего
- 1756—1757: Гирдхар Пратап Сингх[англ.] (ум. 1757), приёмный сын предыдущего. Сын Саманта Рао Балджу, друга семьи Бхима Сингха
- 1757—1784: Чхатар Сингх[англ.] (ум. 19 апреля 1788), старший брат предыдущего
- 1784—1804: междуцарствие
- 1804—1806: Кират Сингх[англ.] (1763 — 12 ноября 1836), двоюродный брат предыдущего.

### Правители Дхолпура (титул Махараджа Рана)
- 1806 — 12 ноября 1836: Кират Сингх[англ.] (1763 — 12 ноября 1836)
- 12 ноября 1836 — декабрь 1836: Похап Сингх[англ.] (ум. 1836), старший сын предыдущего
- Декабрь 1836 — 7 февраля 1873: Бхагвант Сингх (1824 — 7 февраля 1873), младший брат предыдущего, с 2 июня 1869 года — сэр Бхагвант Сингх
- 7 февраля 1873 — 20 июля 1901: Нихал Сингх[англ.] (4 мая 1863 — 20 июля 1901), внук предыдущего, сын принца Кулендер Сингха (1845—1873).
- 20 июля 1901 — 29 марта 1911: Рам Сингх[англ.] (26 мая 1883 — 29 марта 1911), старший сын предыдущего, с 1 января 1909 года — сэр Рам Сингх
- 29 марта 1911 — 15 августа 1947: Удай Бхан Сингх[англ.] (12 февраля 1893 — 22 октября 1954), младший брат предыдущего, с 1 января 1918 года — сэр Удай Бхан Сингх.

## Титулярные махараджи
- 15 августа 1947 — 22 октября 1954: Удай Бхан Сингх[англ.] (12 февраля 1893 — 22 октября 1954), младший сын Нихала Сингха, махараджи Джолпура
- 22 октября 1954 — настоящее время: Хемант Сингх[англ.] (род. 5 января 1951), внук и преемник предыдущего. Третий сын Махараджи Пратапа Сингха из Нахби (1919—1995) и его жены Махарани Урмилы Деви (1924—1997), дочери Удая Бхана Сингха.

Наиболее вероятным наследником княжеского престола является Душьянт Сингх (род. 11 сентября 1973), единственный сын Хеманта Сингха и Васундхары Раджи (род. 1953).